# Aleksey Anatolyevich Navalnyy
Aleksey Anatolyevich Navalnyy (tiếng Nga: Алексе́й Анато́льевич Нава́льный, n.đ. 'ɐlʲɪkˈsʲej ɐnɐˈtolʲjɪvʲɪtɕ nɐˈvalʲnɨj' / A-lếch-sê(i) A-na-tô-lia-vi(chơ) Na-vao-nưi; 4 tháng 6 năm 1976  –  16 tháng 2 năm 2024) là một chính trị gia và nhà hoạt động chống tham nhũng người Nga. Ông nổi tiếng quốc tế bằng cách tổ chức các cuộc biểu tình và tranh cử, ủng hộ các cải cách chống lại tham nhũng ở Nga, Tổng thống Nga Putin cũng như chính phủ của Putin. Năm 2012, The Wall Street Journal mô tả ông là "người mà Vladimir Putin sợ nhất".
Navalny từng là thành viên Hội đồng điều phối đối lập của Nga và là lãnh đạo của Đảng Tiến bộ chính trị đối lập. Vào tháng 9 năm 2013, ông ra tranh cử trong cuộc bầu cử thị trưởng ở Moscow, được ủng hộ bởi đảng RPR-PARNAS. Ông đứng thứ hai, với 27% phiếu bầu, thua thị trưởng đương nhiệm Sergei Sobyanin, một người được bổ nhiệm của Putin. Navalny tuyên bố có gian lận bầu cử và cho rằng mình thực sự nhận được nhiều phiếu bầu hơn. Navalny được biết đến nhiều thông qua blog LiveJournal của mình, nhưng sau đó chuyển sang YouTube, tại đó ông có bốn triệu người đăng ký và Twitter với 2,2  triệu người theo dõi. Thông qua các kênh này, ông đã công bố các video và tài liệu về tham nhũng của các quan chức nhà nước Nga, tổ chức các cuộc biểu tình chính trị và thúc đẩy các chiến dịch tranh cử của mình. Navalny cũng đã hoạt động trong các phương tiện truyền thông khác. Trong một cuộc phỏng vấn trên đài phát thanh năm 2011, ông mô tả đảng cầm quyền Nước Nga Thống nhất của Nga là một " đảng của những kẻ lừa đảo và trộm cắp ",  mà đã trở thành một cách nói phổ biến. Ông đã thành lập Quỹ Chống Tham nhũng vào năm 2011.
Navalny đã nhiều lần bị chính quyền Nga bắt giữ. Ông nhận hai bản án treo cho cáo buộc tham ô trong hai vụ án riêng biệt, một vào tháng 7 năm 2013 và một vào tháng 12 năm 2014, lần lượt là 5 năm và 3,5 năm tù. Cả hai trường hợp đều được coi là bịa đặt nhằm trả đũa cho hoạt động chính trị của ông  và vi phạm quyền được xét xử công bằng của Navalny, theo phán quyết của Tòa án Nhân quyền Châu Âu. Trung tâm Nhân quyền Tưởng niệm xem Navalny như một tù nhân chính trị. Vào tháng 2 năm 2014, Navalny bị quản thúc tại gia và hạn chế giao tiếp với bất kỳ ai ngoại trừ gia đình. Vào tháng 5 năm 2018, ông bị kết án 30 ngày tù vì tham gia một cuộc biểu tình không phép chống lại Putin ở Moscow. Ông đã lên án bản án này.
Vào tháng 12 năm 2016, Navalny đã cố gắng tranh cử Tổng thống Nga trong cuộc bầu cử năm 2018, nhưng đã bị Ủy ban Bầu cử Trung ương Nga cấm vào tháng 12 năm 2017. Tòa án tối cao của Nga đã bác bỏ kháng cáo của ông và giữ nguyên lệnh cấm. Ông và những người ủng hộ ông đã bị giam giữ và bắt giữ nhiều lần, và đã trở thành nạn nhân của các cuộc tấn công nhiều lần trong chiến dịch. Vào tháng 3 năm 2017, Alexei Navalny và Tổ chức Chống Tham nhũng của ông đã tạo ra một bộ phim tài liệu He Is Not Dimon to You, cáo buộc Dmitry Medvedev, cựu thủ tướng và tổng thống Nga, tham nhũng. Ngày 20 tháng 8 năm 2020, Navalny phải nhập viện trong tình trạng nghiêm trọng nhưng ổn định sau khi bị nghi ngờ bị ngộ độc trong chuyến bay từ Tomsk đến Moscow trong một cuộc tấn công có thể có động cơ chính trị. Chuyến bay của  Navalny đã được chuyển hướng đến Omsk. Cuối ngày, ông được đưa lên máy bay y tế đi Berlin, và đến vào ngày hôm sau. Đến ngày 22 tháng 8,  Navalny vẫn hôn mê. Ông từ trần trong tù vào tháng 2 năm 2024.

## Tuổi thơ và sự nghiệp
Navalny là người gốc Nga và Ukraine. Cha anh đến từ Zalissia, một ngôi làng gần biên giới với Belarus ở Ivankiv Raion, Kiev Oblast, Ukraine. Navalny lớn lên ở Obninsk khoảng 100 kilômét (62 mi)   phía tây nam Mátxcơva, nhưng đã trải qua những mùa hè thời thơ ấu với bà của mình ở Ukraina, đạt được trình độ thông thạo tiếng Ukraina. Cha mẹ anh, Anatoly Navalny và Lyudmila Navalnaya, sở hữu một xưởng dệt giỏ ở làng Kobyakovo, Moscow Oblast, họ đã điều hành từ năm 1994.
Navalny tốt nghiệp Đại học Hữu nghị Nhân dân của Nga năm 1998 với bằng luật. Sau đó, ông theo học chứng khoán và trao đổi tại Đại học Tài chính thuộc Chính phủ Liên bang Nga. Navalny nhận được học bổng cho chương trình Yale World Fellows tại Đại học Yale vào năm 2010.

## Điều tra chống tham nhũng
Năm 2008, Navalny đầu tư 300.000 rúp vào cổ phiếu của 5 công ty dầu khí: Rosneft, Gazprom, Gazprom Neft, Lukoil, và Surgutneftegaz, do đó trở thành một cổ đông hoạt động. Do đó, ông bắt đầu nhắm đến việc minh bạch hóa tài sản của các công ty này. Điều này được yêu cầu bởi luật pháp, nhưng có những cáo buộc rằng một số quản lý cấp cao của các công ty này có liên quan đến các vụ trộm và đang che khuất sự minh bạch. Các hoạt động khác đối phó với các hành vi sai trái của cảnh sát Nga, chẳng hạn như trường hợp của Sergei Magnitsky.
Tháng 11 năm 2010, Navalny công bố  tài liệu mật về việc kiểm toán của Transneft. Theo blog của Navalny, khoảng 4 tỷ đô la đã bị lãnh đạo Transneft đánh cắp trong quá trình xây dựng đường ống dẫn dầu Đông Siberia - Thái Bình Dương.
Tháng 12 năm 2010, Navalny thông báo khởi động dự án RosPil, nhằm tìm cách đưa ra ánh sáng những hành vi tham nhũng trong quy trình mua sắm chính phủ. Dự án tận dụng quy chế đấu thầu hiện hành yêu cầu tất cả các yêu cầu đấu thầu của chính phủ phải được đăng trực tuyến. Thông tin về việc thắng thầu cũng phải được đăng trực tuyến. Tên RosPil là một cách chơi chữ của thuật ngữ tiếng lóng "raspil" (wikt: ru: распил) để chỉ một hành vi tham nhũng nhằm chiếm đoạt tiền được cấp từ ngân sách nhà nước.
Tháng 5 năm 2011, Navalny khởi động RosYama (nghĩa đen là "Hố Nga"), một dự án cho phép các cá nhân báo cáo về các lỗ hổng và theo dõi phản ứng của chính phủ đối với các khiếu nại.
Vào tháng 8 năm 2011, Navalny đã công khai các giấy tờ liên quan đến một thỏa thuận bất động sản tai tiếng  giữa chính phủ Hungary và Nga. Theo các báo cáo, Hungary đã bán một tòa nhà đại sứ quán cũ ở Moscow với giá 21 triệu đô la Mỹ cho một công ty nước ngoài của Viktor Vekselberg, người ngay lập tức bán lại cho chính phủ Nga với giá 111 triệu đô la. Sự bất thường trong dấu vết giấy ám chỉ một sự thông đồng. Ba quan chức Hungary chịu trách nhiệm về thương vụ này đã bị bắt giữ vào tháng 2 năm 2011. Hiện chưa rõ liệu có cuộc điều tra chính thức nào được tiến hành về phía Nga hay không. 

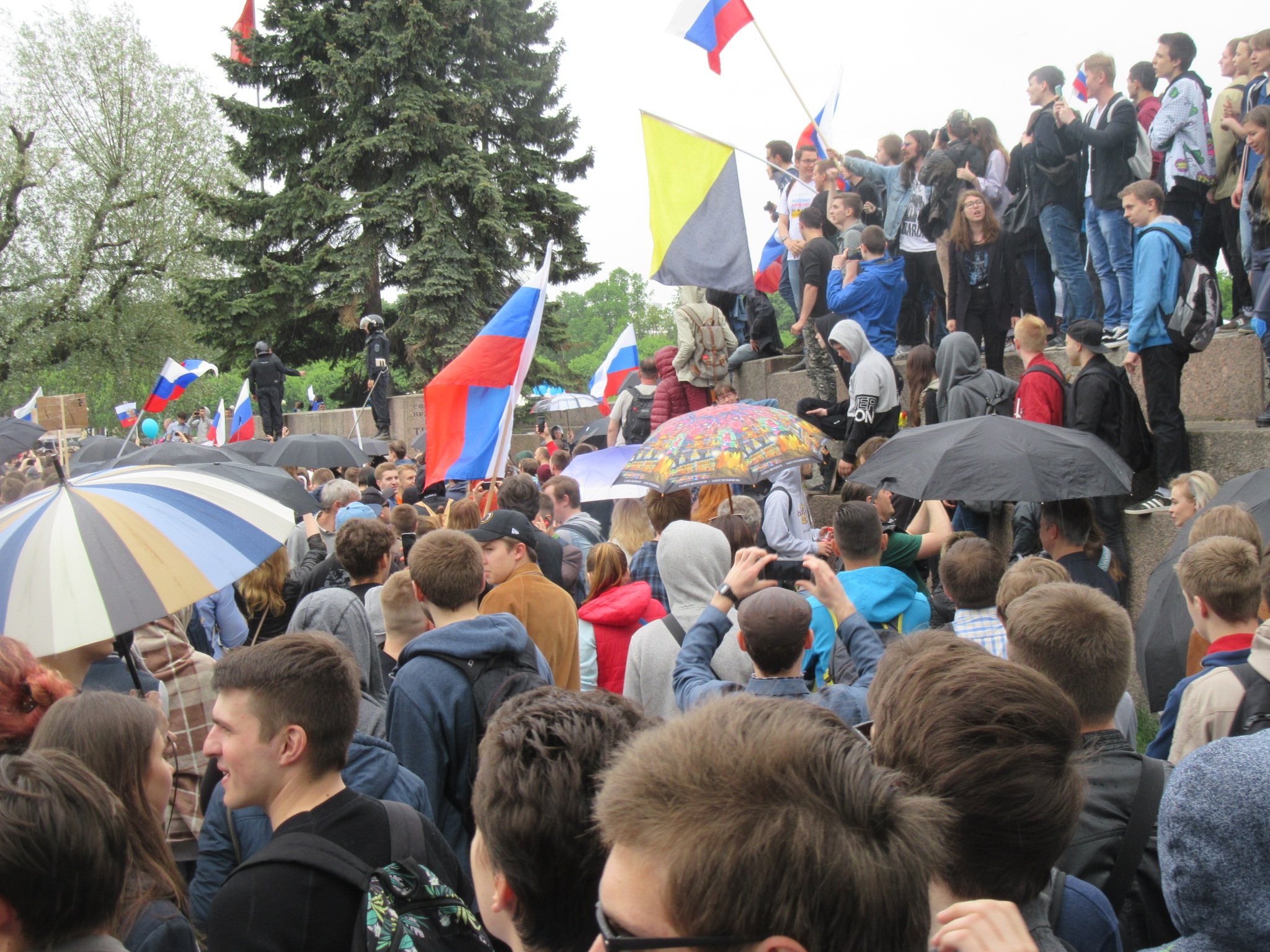
Cuộc khảo sát của Trung tâm Levada cho thấy 58% người Nga được khảo sát ủng hộ các cuộc biểu tình chống tham nhũng trong chính phủ Nga năm 2017.

Vào tháng 5 năm 2012, Navalny cáo buộc Phó thủ tướng Igor Shuvalov tham nhũng, nói rằng các công ty thuộc sở hữu của Roman Abramovich và Alisher Usmanov đã chuyển hàng chục triệu đô la cho công ty của Shuvalov, cho phép Shuvalov chia sẻ lợi nhuận từ việc Usmanov mua công ty thép của Anh. Corus. Navalny đã đăng các bản quét tài liệu lên blog của mình cho thấy các khoản chuyển tiền. Usmanov và Shuvalov tuyên bố các tài liệu mà Navalny đã đăng là hợp pháp, nhưng giao dịch đó không vi phạm luật pháp Nga. Shuvalov tuyên bố, "Tôi kiên quyết tuân theo các quy tắc và nguyên tắc xung đột lợi ích. Đối với một luật sư, điều này là thiêng liêng ".
Vào tháng 7 năm 2012, Navalny đã đăng các tài liệu trên blog của mình bị cáo buộc cho thấy Alexander Bastrykin, người đứng đầu Ủy ban Điều tra của Nga, sở hữu một doanh nghiệp không được khai báo ở Cộng hòa Séc. Bài đăng được Financial Times mô tả là "phát súng trả lời" của Navalny vì đã để lọt email của anh ta trong thời gian bị bắt vào tháng trước.
Vào tháng 3 năm 2017, Navalny phát động chiến dịch " He Is Not Dimon To You ", cáo buộc Thủ tướng Dmitry Medvedev tham nhũng. Các nhà chức trách hoặc bỏ qua báo cáo do Navalny đưa ra, hoặc nhận xét rằng báo cáo được đưa ra bởi một "tội phạm bị kết án" và không đáng để bình luận. Vào ngày 26 tháng 3, Navalny đã tổ chức một loạt các cuộc mít tinh chống tham nhũng ở các thành phố khác nhau trên khắp nước Nga. Ở một số thành phố, các cuộc biểu tình đã bị chính quyền xử phạt, nhưng ở những thành phố khác, bao gồm cả Moscow và Saint Petersburg, họ không được phép. Cảnh sát Moscow cho biết có 500 người đã bị giam giữ, nhưng theo tổ chức nhân quyền OVD-Info, chỉ riêng ở Moscow đã có 1.030 người bị giam giữ, bao gồm cả bản thân Navalny. Vào ngày 27 tháng 3, anh ta bị phạt tối thiểu 20.000 rúp vì tổ chức một cuộc biểu tình bất hợp pháp và bị bỏ tù trong 15 ngày vì chống lại việc bắt giữ.

## Hoạt động chính trị

### Yabloko
Năm 2000, sau khi công bố luật mới nâng cao ngưỡng cử tri cho các cuộc bầu cử Duma Quốc gia, Navalny gia nhập Đảng Dân chủ Thống nhất Nga Yabloko. Theo Navalny, luật pháp chống lại Yabloko và Liên minh các Lực lượng Cánh hữu, và anh ta quyết định tham gia, mặc dù anh ta không phải là "một fan hâm mộ lớn" của cả hai tổ chức. Năm 2001, anh được liệt vào danh sách đảng viên. Năm 2002, ông được bầu vào hội đồng khu vực của chi nhánh Yabloko ở Moscow. Năm 2003, ông đứng đầu phân khu Moscow của chiến dịch tranh cử của đảng cho cuộc bầu cử quốc hội được tổ chức vào tháng 12. Vào tháng 4 năm 2004, Navalny trở thành Tham mưu trưởng của chi nhánh Yabloko ở Moscow, ông giữ chức vụ này cho đến tháng 2 năm 2007. Cũng trong năm 2004, ông cũng trở thành Phó Chánh văn phòng chi nhánh Matxcova của đảng. Từ năm 2006 đến năm 2007, ông là thành viên của Hội đồng Liên bang của đảng.
Vào tháng 8 năm 2005, Navalny được hợp nhất vào Hội đồng Xã hội của Hành chính Trung tâm Okrug của Moscow, được thành lập trước cuộc bầu cử Duma thành phố Moscow được tổ chức vào cuối năm đó, trong đó anh ta tham gia với tư cách là một ứng cử viên. Vào tháng 11, anh là một trong những người khởi xướng Phòng Công cộng Thanh niên, nhằm giúp các chính trị gia trẻ tuổi tham gia vào các sáng kiến lập pháp.
Đồng thời, vào năm 2005, Navalny bắt đầu một phong trào xã hội thanh niên khác, mang tên "DA! - Giải pháp thay thế dân chủ ".  Dự án không liên quan đến Yabloko (cũng như bất kỳ đảng chính trị nào khác). Trong phong trào, Navalny đã tham gia vào một số dự án. Đặc biệt, ông còn là một trong những người tổ chức các cuộc tranh luận chính trị theo phong trào, sớm gây được tiếng vang trên các phương tiện truyền thông. Navalny cũng tổ chức các cuộc tranh luận trên truyền hình thông qua Trung tâm Truyền hình kênh Moscow do nhà nước điều hành; hai tập đầu cho thấy rating cao, nhưng chương trình đột ngột bị hủy. Theo Navalny, các nhà chức trách đã cấm một số người nhận được các chương trình truyền hình.
Vào cuối năm 2006, Navalny đã khiếu nại tới Tòa thị chính Moscow, yêu cầu nó cho phép tổ chức Cuộc hành quân Nga năm 2006 theo chủ nghĩa dân tộc. Tuy nhiên, ông nói thêm rằng Yabloko lên án "bất kỳ sự hận thù sắc tộc hoặc chủng tộc nào và bất kỳ chủ nghĩa bài ngoại nào" và kêu gọi cảnh sát chống lại "bất kỳ biểu hiện bài ngoại nào của Chủ nghĩa Phát xít, Đức Quốc xã,".  Navalny là một quan sát viên trong các cuộc họp của ban tổ chức; ông được chỉ định là người tổ chức cho cuộc tuần hành trên các phương tiện truyền thông, mà ông đã phủ nhận.
Vào tháng 7 năm 2007, Navalny thôi giữ chức vụ Phó chính ủy chi nhánh Matxcova của đảng. Vào lúc đó, ông đã thành lập một phong trào dân tộc chủ nghĩa, "The People" (xem bên dưới). Trong một hội đồng đảng vào tháng 12 năm 2007, Navalny đã công khai yêu cầu "từ chức ngay lập tức chủ tịch đảng và tất cả các cấp phó của ông ấy, và bầu cử lại ít nhất 70% của Cục". Do đó, ông bị trục xuất khỏi Yabloko "vì đã gây thiệt hại chính trị cho đảng; đặc biệt, vì các hoạt động dân tộc chủ nghĩa". Navalny tuyên bố lý do thực sự đằng sau việc loại trừ anh ta là việc anh ta yêu cầu Grigory Yavlinsky, lãnh đạo đảng lúc bấy giờ từ chức.

### Phong trào "Nhân dân"
Vào ngày 23 tháng 6 năm 2007, Navalny đồng sáng lập một phong trào chính trị mới, lấy tên là "Nhân dân", ủng hộ các quan điểm của "chủ nghĩa dân tộc dân chủ", được định nghĩa là một cuộc đấu tranh cho dân chủ và quyền của người dân tộc Nga; theo một trong những người viết tiểu sử của Navalny, Navalny phân biệt các khía cạnh dân tộc và xã hội của thuật ngữ, làm nổi bật cái sau.
Vào tháng 6 năm 2008, phong trào đã hợp tác với hai phong trào dân tộc chủ nghĩa khác của Nga là Phong trào Chống nhập cư bất hợp pháp (MAII) và Nước Nga vĩ đại, để thành lập một liên minh mới, Phong trào Quốc gia Nga. Navalny tuyên bố phong trào sẽ tham gia vào các cuộc bầu cử quốc hội tiếp theo, lên kế hoạch để có được một phần lớn số phiếu bầu; ông nói thêm, "có tới 60% dân số ủng hộ chủ nghĩa dân tộc tự phát, nhưng nó không có hiệu lực về mặt pháp lý". Cuối cùng tháng, MAII và The People đã ký một thỏa thuận hợp tác; về thủ tục, ông định nghĩa "chủ nghĩa dân tộc chính trị mới" là dân chủ, "về cơ bản và về mặt thống kê", thêm vào đó, "chúng tôi có thể dạy những người tự do trắng trợn một hoặc hai điều". Ông cũng tuyên bố muốn tách liên minh khỏi những kẻ đầu trọc, kêu gọi hợp tác chặt chẽ với phe cánh tả và phe tự do để tổ chức bầu cử công bằng mà liên minh "sẽ thắng", đồng thời yêu cầu tự do hóa chính trị và bầu cử quốc hội sớm ở Nga.
Năm 2011, Navalny thừa nhận phong trào "Nhân dân" đã thất bại trong việc thiết lập chính nó như một cơ cấu hoạt động.

### Tham gia vào cuộc bầu cử quốc hội năm 2011 và các cuộc biểu tình năm 2011–13 ở Nga

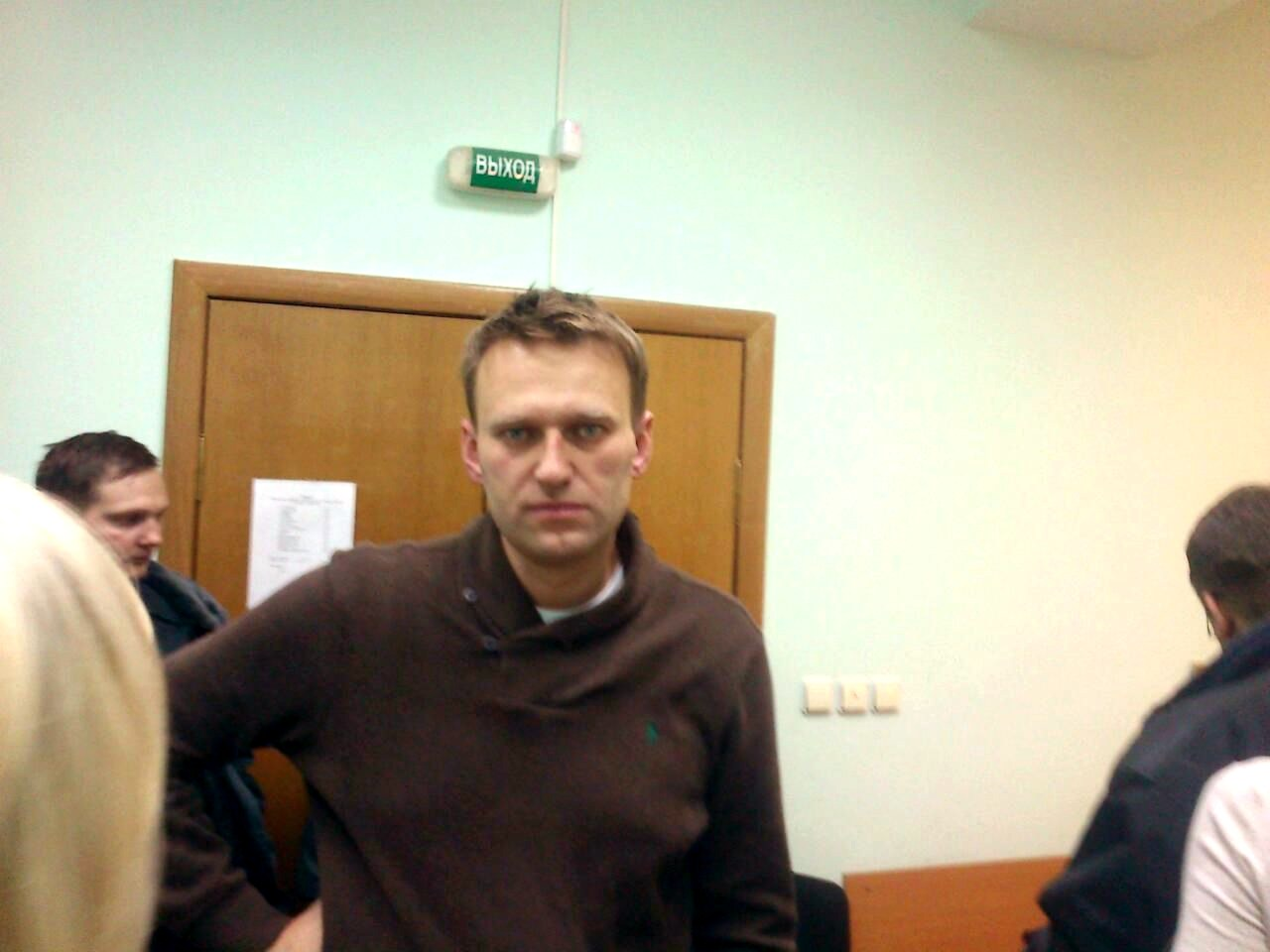
Navalny tại tòa án, ngày 6 tháng 12 năm 2011

Vào tháng 12 năm 2011, sau cuộc bầu cử quốc hội và bị cáo buộc gian lận bầu cử, khoảng 6.000 người đã tụ tập ở Moscow để phản đối kết quả tranh chấp, và khoảng 300 người đã bị bắt bao gồm cả Navalny. Sau một thời gian không rõ ràng, Navalny đã bị đưa ra tòa và sau đó bị kết án tối đa 15 ngày "vì tội bất chấp một quan chức chính phủ". Alexei Venediktov, tổng biên tập của đài phát thanh Echo of Moscow, gọi vụ bắt giữ là "một sai lầm chính trị: bỏ tù Navalny biến anh ta từ một nhà lãnh đạo trực tuyến thành một người ngoại tuyến". Navalny bị giam cùng nhà tù với một số nhà hoạt động khác, bao gồm Ilya Yashin và Sergei Udaltsov, thủ lĩnh không chính thức của Vanguard of Red Youth, một nhóm thanh niên cộng sản cấp tiến của Nga. Udaltsov đã tuyệt thực để phản đối các điều kiện.

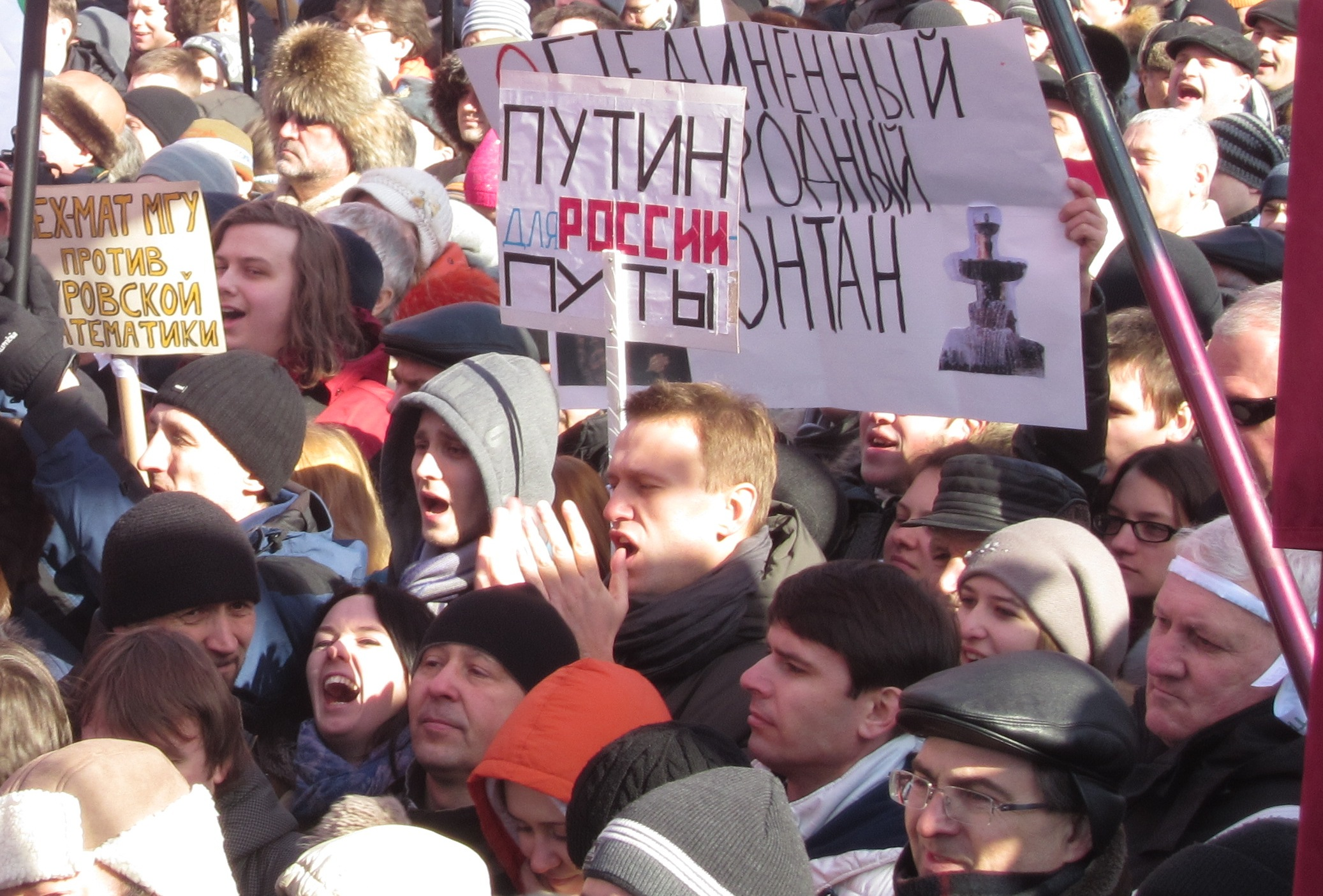
Navalny tại cuộc biểu tình ở Moscow, ngày 10 tháng 3 năm 2012

Navalny bị bắt vào ngày 5 tháng 12, bị kết tội và bị kết án 15 ngày tù. Kể từ khi bị bắt, blog của anh ta đã có sẵn bằng tiếng Anh.
Trong một hồ sơ được công bố một ngày sau khi được thả, BBC News mô tả Navalny là "nhân vật đối lập lớn duy nhất nổi lên ở Nga trong 5 năm qua".
Khi được thả vào ngày 20 tháng 12, Navalny kêu gọi người Nga đoàn kết chống lại Putin, người mà Navalny nói sẽ cố gắng giành lấy chiến thắng trong cuộc bầu cử tổng thống, được tổ chức vào ngày 4 tháng 3 năm 2012 
Navalny nói với các phóng viên khi được thả rằng anh ta sẽ vô nghĩa nếu tranh cử trong cuộc bầu cử tổng thống vì Điện Kremlin sẽ không cho phép họ công bằng. Nhưng ông nói rằng nếu các cuộc bầu cử tự do được tổ chức, ông sẽ "sẵn sàng" tranh cử. Vào ngày 24 tháng 12, anh ấy đã giúp dẫn đầu một cuộc biểu tình lớn hơn nhiều so với cuộc biểu tình sau bầu cử (50.000 người, trong một tài khoản truyền thông phương Tây ), nói với đám đông, "Tôi thấy đủ người để chiếm Điện Kremlin ngay bây giờ".
Vào tháng 3 năm 2012, sau khi Putin đắc cử tổng thống, Navalny đã giúp dẫn đầu một cuộc biểu tình chống Putin tại Quảng trường Pushkin ở Moscow, với sự tham dự của khoảng 14.000 đến 20.000 người. Sau cuộc biểu tình, Navalny bị chính quyền giam giữ trong vài giờ, sau đó được thả.
Vào ngày 8 tháng 5, một ngày sau khi Putin nhậm chức, Navalny và Udaltsov đã bị bắt sau một cuộc biểu tình chống Putin tại Clean Ponds, và mỗi người bị kết án 15 ngày tù. Tổ chức Ân xá Quốc tế đã chỉ định hai người đàn ông là tù nhân lương tâm. Vào ngày 11 tháng 6, các công tố viên Moscow đã tiến hành khám xét nhà, văn phòng và căn hộ của Navalny trong 12 giờ của một trong những người thân của ông ta. Theo mạng truyền hình RT, các cuộc tìm kiếm đã được thực hiện như một phần của cuộc điều tra rộng hơn về vụ đụng độ giữa các nhà hoạt động đối lập và cảnh sát chống bạo động xảy ra vào ngày 6/5. Ngay sau đó, một số email cá nhân của Navalny được một blogger ủng hộ chính phủ đưa lên mạng.

### Đảng mới
Vào ngày 26 tháng 6 năm 2012, có thông báo rằng các đồng chí của Navalny sẽ thành lập một đảng chính trị mới dựa trên nền dân chủ điện tử; Navalny tuyên bố anh không có kế hoạch tham gia vào dự án này vào lúc này. Vào ngày 31 tháng 7, họ đã nộp một tài liệu để đăng ký một ban tổ chức của đảng tương lai; đảng được đặt tên là "Liên minh Nhân dân". Đảng được tuyên bố là trung tâm; một trong những lãnh đạo đương nhiệm của đảng và đồng minh của Navalny là Vladimir Ashurkov giải thích điều này nhằm giúp đảng có được một lượng lớn cử tri. Tuy nhiên, đảng chưa có một hệ tư tưởng toàn diện. Đảng sẽ giới hạn số lượng thành viên của mình là 500 người. Navalny cho biết khái niệm về các đảng chính trị đã "lỗi thời", và việc ông thêm vào sẽ khiến việc duy trì đảng trở nên khó khăn hơn. Tuy nhiên, ông đã "ban phước" cho bữa tiệc và thảo luận về việc duy trì nó với các nhà lãnh đạo của nó. Đến lượt họ, họ tuyên bố rằng cuối cùng họ muốn xem Navalny là một thành viên của nhóm. Đảng đã lên kế hoạch sử dụng hoạt động của các thành viên trên các phương tiện truyền thông và Internet như một lợi thế lớn. Ashurkov cho biết ông mong muốn đảng này sẽ đăng ký chính thức vào mùa xuân năm 2013. Ngày 15 tháng 12 năm 2012, chi bộ tổ chức đại hội thành lập; Navalny bày tỏ sự ủng hộ của mình đối với đảng, nói rằng, "Liên minh Nhân dân là đảng của tôi", nhưng một lần nữa từ chối tham gia với lý do các vụ án hình sự chống lại anh ta. Đảng này thông báo họ đã lên kế hoạch cải cách tư pháp và thực thi luật, chuyển giao một phần quyền lực của tổng thống cho quốc hội và hạn chế di cư vào nước này. Vào ngày 10 tháng 4 năm 2013, đảng đã nộp hồ sơ để đăng ký chính thức của đảng. Vào ngày 30 tháng 4, việc đăng ký đảng bị đình chỉ. Đảng đã tổ chức đại hội lần thứ hai để sửa chữa những sai phạm do Bộ Tư pháp tuyên bố. Vào ngày 5 tháng 7, bữa tiệc đã bị từ chối đăng ký; Theo Izvestia, không phải tất cả những người sáng lập đảng đều có mặt trong đại hội, mặc dù các giấy tờ đều có chữ ký của họ. Navalny đã phản ứng với điều đó bằng một dòng tweet nói rằng, "[... ] Một cuộc tấn công của tất cả các loại súng ". (NLĐO) - Cùng ngày, ông cũng nói những lời cuối cùng trước phiên tòa xét xử Kirovles.) Sau cuộc bầu cử thị trưởng, vào ngày 15 tháng 9, Navalny tuyên bố sẽ tham gia và có thể đứng đầu đảng. Vào ngày 17 tháng 11, đảng tổ chức một đại hội thành lập khác; Navalny được bầu làm lãnh đạo của đảng.

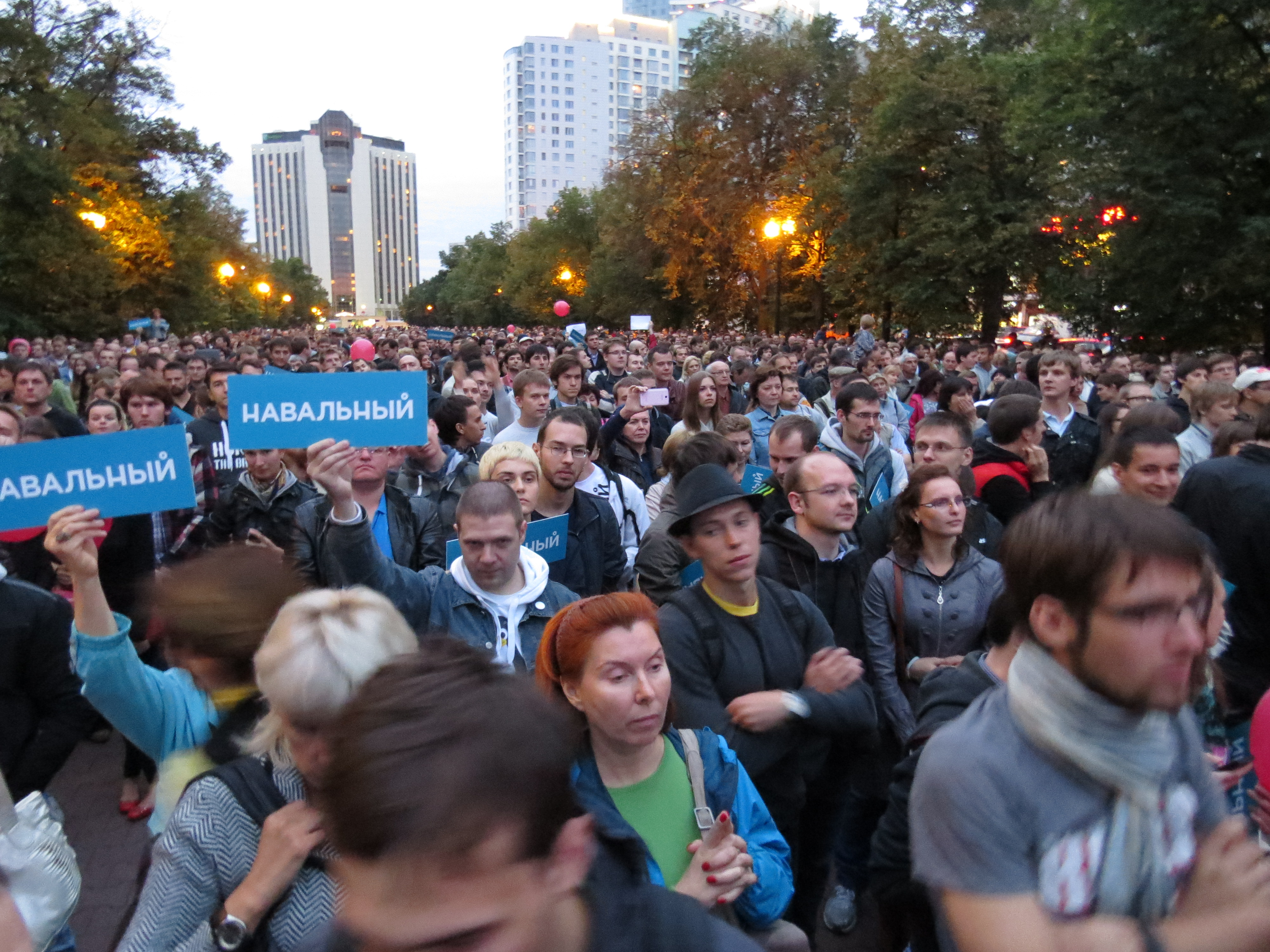
Navalny gặp gỡ những người ủng hộ ở Công viên Sokolniki ở Moscow, ngày 25 tháng 8 năm 2013

Vào tháng 11 năm 2013, đảng đã đăng ký "Tổ quốc", do Andrei Bogdanov lãnh đạo, đổi tên thành "Liên minh Nhân dân"; vào ngày 30 tháng 11, Bộ Tư pháp đã công nhận việc đổi tên là hợp pháp. Vào ngày 8 tháng 1 năm 2014, nhóm của Navalny đã nộp hồ sơ đăng ký lần thứ hai. Vào ngày 20 tháng 1, việc đăng ký đảng bị đình chỉ; Theo luật của Nga, không có hai bên nào có thể dùng chung tên. Vào ngày 8 tháng 2 năm 2014, đảng của Navalny đổi tên thành "Đảng Tiến bộ". Vào ngày 25 tháng 2, bữa tiệc được đăng ký. Tại thời điểm đó, nó có sáu tháng để đăng ký các chi nhánh khu vực ở ít nhất một nửa số đối tượng liên bang của Nga; thời gian có thể bị kéo dài nếu bên đó kháng cáo bản án từ chối đăng ký chi nhánh của ít nhất một chủ đề của tòa án.  Theo Dmitri Krainev, thành viên hội đồng quản trị chính của đảng, đảng đã có 15 chi nhánh khu vực được đăng ký vào ngày 22 tháng 8 và đảng này đã thông báo với Bộ Tư pháp rằng thời hạn sẽ bị kéo dài, với lý do tạm ngừng đăng ký hoặc các phiên tòa liên quan đến đăng ký chi nhánh khu vực. Vào ngày 24 tháng 9, nó đã thông báo cho Bộ về việc kéo dài thời hạn khác. Vào ngày 26 tháng 9, đảng này tuyên bố đã đăng ký 43 chi nhánh khu vực. Một nguồn tin giấu tên của Izvestia trong Bộ cho biết các đăng ký hoàn thành sau thời hạn sáu tháng sẽ không được xem xét, nói thêm, "Có, các thử nghiệm đang diễn ra ở một số khu vực [...] họ không thể đăng ký chi nhánh mới ở các khu vực khác trong thời gian các thử nghiệm, bởi vì thời hạn chính đã kết thúc ". Blog của Navalny phản bác, "Câu trả lời của chúng tôi rất đơn giản. Thời hạn đăng ký sáu tháng đã bị kéo dài về mặt pháp lý, do đó việc truy tố tạm thời đối với các kháng cáo về việc từ chối và đình chỉ đăng ký ".

Chiến dịch tranh cử của Navalny năm 2013

Vào ngày 2 tháng 10 năm 2014, bên đã nộp hồ sơ đăng ký 44 chi nhánh khu vực; Theo Krainev, từ thời điểm đó, đảng lẽ ra phải được thêm vào danh sách các cơ cấu đủ điều kiện tham gia bầu cử. Đảng đã cố gắng chỉ định các ứng cử viên cho cuộc bầu cử thành phố ở hai thị trấn ở Moscow Oblast, nhưng bị từ chối quyền làm điều đó, vì nó không được thêm vào danh sách nói trên. Sau đó, đảng này đã cố gắng phản đối việc không đưa vào danh sách tại các tòa án; tuy nhiên, lập trường đã được ủng hộ bởi mọi tòa án tiếp theo mà bên đó giải quyết, với tòa án mới nhất là Tòa án Thành phố Moscow vào ngày 30 tháng 3 năm 2015. Vào ngày 1 tháng 2, đảng này đã tổ chức một đại hội, nơi Navalny tuyên bố đảng đang chuẩn bị cho cuộc bầu cử năm 2016, tuyên bố đảng sẽ duy trì hoạt động của mình trên khắp nước Nga, nói rằng, "Chúng tôi không ngại làm việc ở những vùng đất xa xôi, nơi phe đối lập không hoạt động. Chúng tôi thậm chí có thể [làm việc] ở Crimea ". Các ứng cử viên mà đảng sẽ chỉ định sẽ được chọn thông qua các cuộc bầu cử sơ bộ; tuy nhiên, ông nói thêm, các ứng cử viên của đảng có thể bị loại khỏi các cuộc bầu cử. Vào ngày 17 tháng 4, đảng này bắt đầu liên minh các đảng dân chủ.
Vào ngày 28 tháng 4 năm 2015, bên bị tước đăng ký bởi Bộ Tư pháp, trong đó tuyên bố rằng bên đã không đăng ký số lượng chi nhánh khu vực cần thiết trong vòng sáu tháng sau khi đăng ký chính thức. Krainev tuyên bố đảng chỉ có thể bị Tòa án Tối cao loại bỏ và ông nói thêm rằng không phải tất cả các phiên tòa xét xử đăng ký các chi nhánh khu vực đều kết thúc, gọi phán quyết là "hai lần bất hợp pháp". Ông nói thêm, đảng này sẽ tham chiếu đến Tòa án Nhân quyền Châu Âu, và bày tỏ tin tưởng rằng đảng sẽ được khôi phục và tham gia các cuộc bầu cử. Ngày hôm sau, đảng chính thức phản đối bản án.

### Ứng cử thị trưởng Moscow
Vào ngày 30 tháng 5 năm 2013, Sergey Sobyanin, thị trưởng của Moscow, lập luận rằng một thị trưởng được bầu là một lợi thế cho thành phố so với một người được bổ nhiệm, và vào ngày 4 tháng 6, ông tuyên bố sẽ gặp Tổng thống Vladimir Putin và yêu cầu ông bầu cử nhanh chóng, đề cập đến người Hồi giáo sẽ đồng ý các cuộc bầu cử thống đốc nên diễn ra đồng thời ở thành phố Moscow và Moscow Oblast xung quanh. Vào ngày 6 tháng 6, yêu cầu đã được chấp thuận, và ngày hôm sau, Duma thành phố Moscow đã chỉ định cuộc bầu cử vào ngày 8 tháng 9, ngày bỏ phiếu toàn quốc.

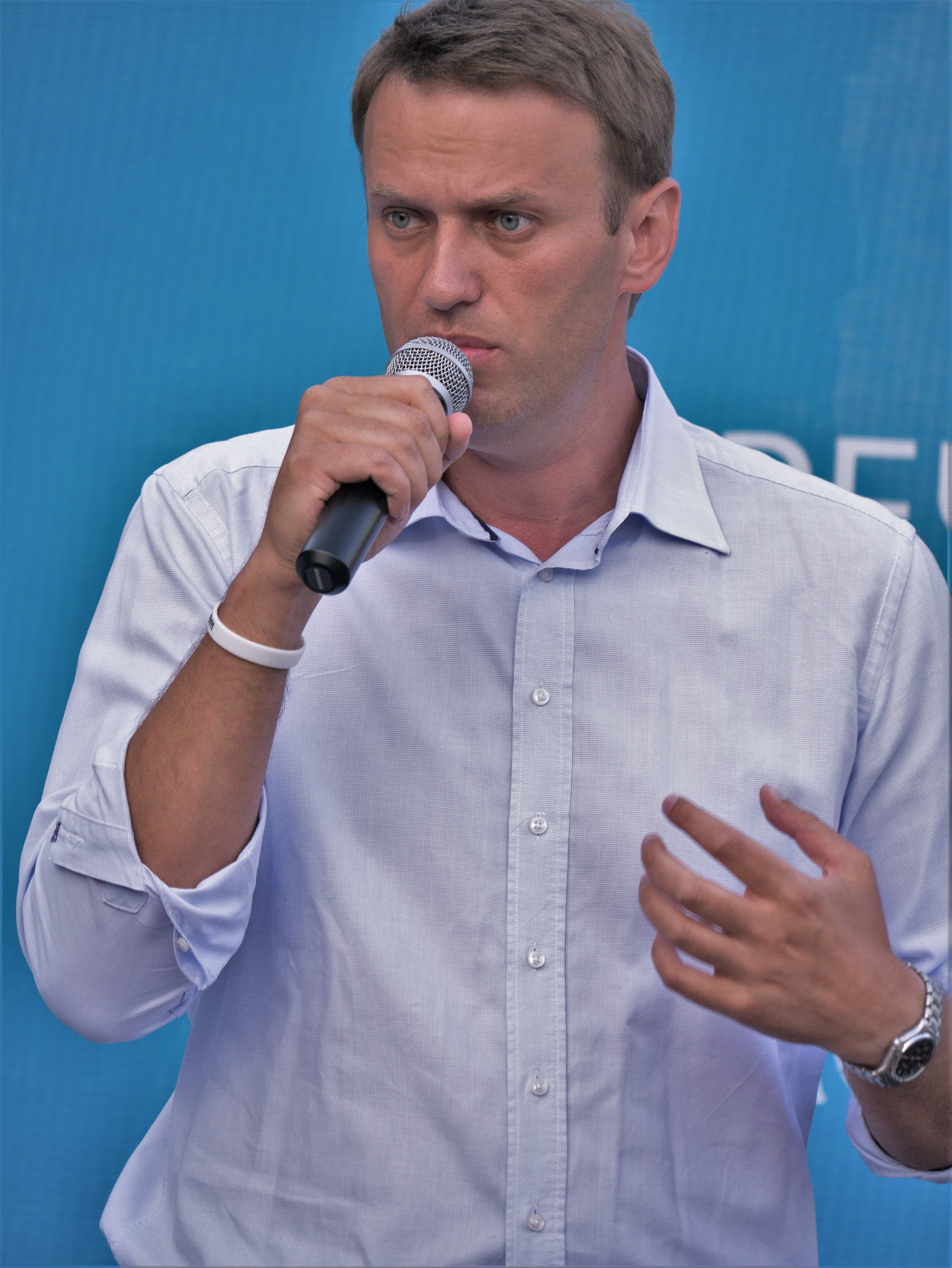
Navalny trước cử tri của mình, yêu cầu người Moskva bỏ phiếu cho anh vào tháng 8 năm 2013

Vào ngày 3 tháng 6, Navalny tuyên bố sẽ tranh cử chức vụ này. Để trở thành ứng cử viên chính thức, anh ta sẽ cần bảy mươi nghìn chữ ký của người Moskva hoặc được một bên đã đăng ký chốt cho văn phòng và sau đó thu thập 110 chữ ký của các đại biểu thành phố từ 110 khu vực khác nhau (3/4 của Moscow là 146). Navalny đã chọn để được chốt bởi một bên, RPR-PARNAS (vốn đã neo anh ta, nhưng động thái này đã làm mối quan hệ trong đảng trở nên sâu sắc hơn; sau khi một trong ba đồng chủ tịch và người sáng lập ban đầu, Vladimir Ryzhkov, đã rời khỏi đảng, anh ta nói đây là một trong những dấu hiệu mà cả nhóm "bị đánh cắp khỏi anh ta"). Trong số sáu ứng cử viên đã được đăng ký chính thức như vậy, chỉ có hai (Sobyanin và Ivan Melnikov cộng sản) có thể tự mình thu thập đủ số lượng chữ ký cần thiết, và bốn ứng cử viên còn lại đã được Hội đồng thành phố cấp một số chữ ký, sau đây một đề xuất của Sobyanin, để vượt qua yêu cầu (Navalny chấp nhận 49 chữ ký, và các ứng cử viên khác chấp nhận 70, 70 và 82).
Vào ngày 17 tháng 7, Navalny được đăng ký là một trong sáu ứng cử viên cho cuộc bầu cử thị trưởng Moscow. Tuy nhiên, vào ngày 18 tháng 7, anh ta bị kết án 5 năm tù cho các tội danh tham ô và gian lận đã được tuyên vào năm 2012. Vài giờ sau khi tuyên án, anh ta rút khỏi cuộc đua và kêu gọi tẩy chay cuộc bầu cử. Tuy nhiên, sau ngày hôm đó, văn phòng công tố yêu cầu bị cáo được trả tự do trong thời hạn tại ngoại và hạn chế đi lại, vì bản án chưa có hiệu lực pháp luật, nói rằng trước đó họ đã tuân theo các hạn chế, Navalny là ứng cử viên thị trưởng và do đó sẽ bị phạt tù. không tuân thủ quy tắc của mình để tiếp cận bình đẳng với cử tri. Khi trở về Moscow sau khi được trả tự do trong khi chờ kháng cáo, anh thề sẽ ở lại cuộc đua. Tờ Washington Post đã suy đoán rằng việc phóng thích của ông là do Điện Kremlin ra lệnh nhằm giúp cho cuộc bầu cử và Sobyanin có vẻ hợp pháp hơn.
Chiến dịch của Navalny chủ yếu dựa trên việc gây quỹ: trong số 103,4   triệu rúp (khoảng 3,09 triệu USD tính đến ngày bầu cử ), tổng quy mô quỹ bầu cử của anh ấy, 97,3 triệu rúp (2,91 triệu USD) đã được chuyển tới từ các cá nhân trên khắp nước Nga;  điều như vậy là chưa từng có ở Nga. Nó đạt được danh tiếng cao thông qua một tổ chức chiến dịch lớn chưa từng có với sự tham gia của khoảng 20.000 người tình nguyện phát tờ rơi và treo biểu ngữ, cũng như một số cuộc mít tinh chiến dịch mỗi ngày quanh thành phố; họ là động lực chính cho chiến dịch. Tờ New Yorker mô tả chiến dịch đạt được kết quả là "một phép màu", cùng với việc Navalny được phát hành vào ngày 19 tháng 7, chiến dịch gây quỹ và tính cách của chính Navalny. Chiến dịch nhận được rất ít sự phủ sóng của truyền hình và không sử dụng các bảng quảng cáo. Nhờ chiến dịch mạnh mẽ của Navalny (và chiến dịch yếu kém của Sobyanin ), kết quả của anh ta tăng lên theo thời gian, làm suy yếu Sobyanin và cuối chiến dịch, anh ta tuyên bố cuộc bầu cử bỏ chạy (sẽ được tiến hành nếu không có ứng cử viên nào nhận được ít nhất 50 % phiếu bầu) là "đường tơ kẽ tóc".
Các công ty xã hội học lớn nhất đã dự đoán (Trung tâm Levada là công ty duy nhất không đưa ra bất kỳ dự đoán nào; tuy nhiên, dữ liệu mà nó có vào ngày 28 tháng 8 lại trùng khớp với các công ty khác ') Sobyanin sẽ thắng cuộc bầu cử, đạt 58% đến 64% cuộc bỏ phiếu; họ dự đoán Navalny sẽ nhận được 15–20% phiếu bầu và tỷ lệ cử tri đi bầu là 45–52%. Kết quả cuối cùng của cuộc bỏ phiếu cho thấy Navalny nhận được 27% phiếu bầu, nhiều hơn các ứng cử viên do các đảng chỉ định nhận được kết quả cao thứ hai, thứ ba, thứ tư và thứ năm trong cuộc bầu cử quốc hội năm 2011, hoàn toàn. Navalny có số phiếu bầu nhiều hơn ở trung tâm và phía tây nam của Moscow, nơi có thu nhập và trình độ học vấn cao hơn. Tuy nhiên, Sobyanin nhận được 51% phiếu bầu, đồng nghĩa với việc ông đã thắng cử. Tỷ lệ cử tri đi bầu là 32%. Các công ty giải thích sự khác biệt nảy sinh từ thực tế là cử tri của Sobyanin không bỏ phiếu, cảm thấy ứng cử viên của họ được đảm bảo giành chiến thắng. Các phép đo của văn phòng chiến dịch của Navalny dự đoán Sobyanin sẽ đạt 49–51%, và Navalny sẽ nhận được 24–26% phiếu bầu.

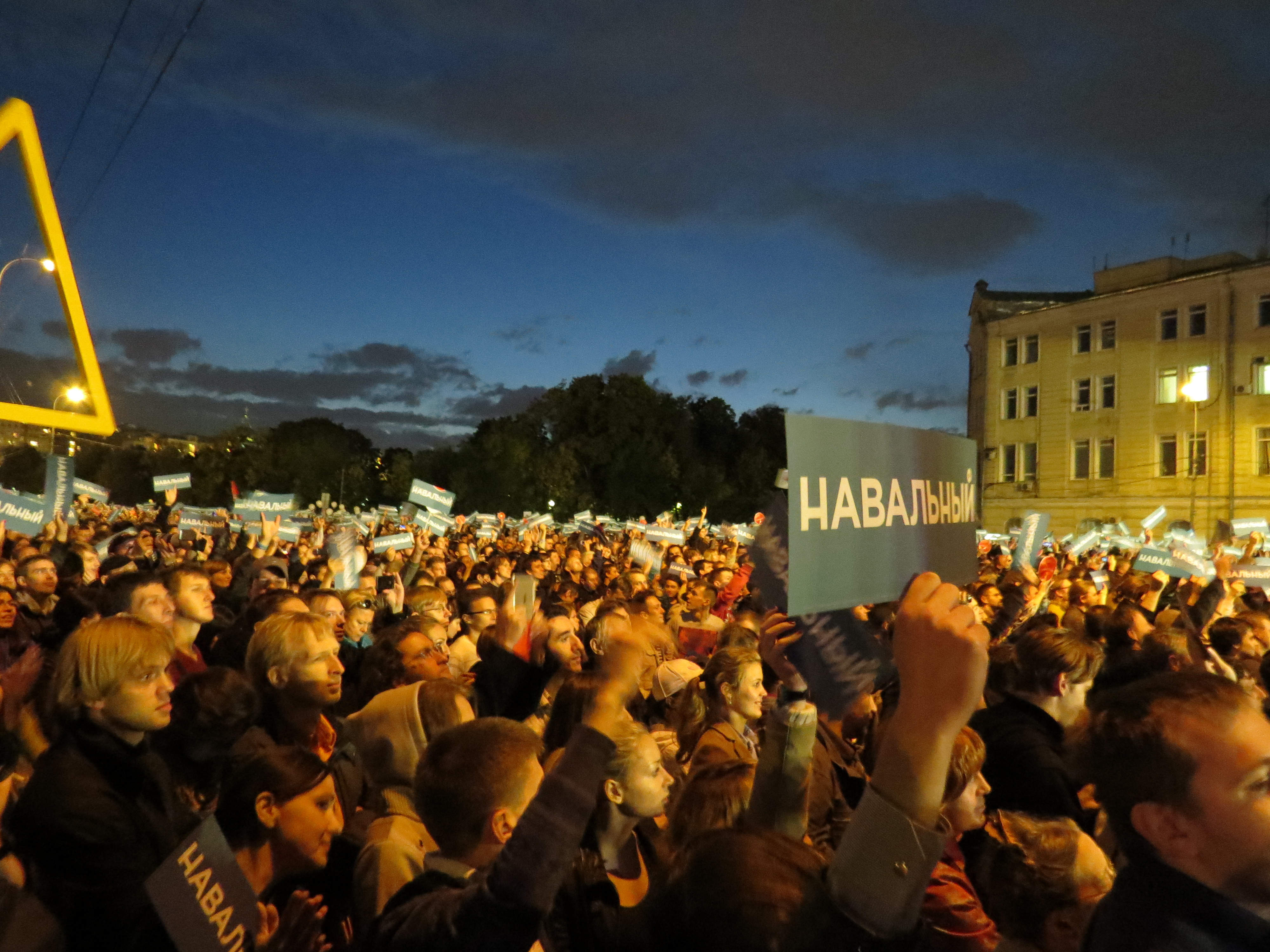
Cuộc họp của Navalny tại Quảng trường Bolotnaya ở Moscow, ngày 9 tháng 9 năm 2013

Nhiều chuyên gia cho rằng cuộc bầu cử diễn ra công bằng, số lượng các trường hợp bất thường thấp hơn nhiều so với các cuộc bầu cử khác được tổ chức trong nước và các bất thường không ảnh hưởng nhiều đến kết quả. Dmitri Abyzalov, chuyên gia hàng đầu của Trung tâm Kết luận Chính trị, nói thêm rằng con số cử tri đi bỏ phiếu thấp cung cấp thêm một dấu hiệu về tính công bằng của cuộc bầu cử, bởi vì điều đó cho thấy họ không được đánh giá quá cao. Tuy nhiên, theo Andrei Buzin, đồng chủ tịch của Hiệp hội GOLOS, Bộ An sinh xã hội các bang đã bổ sung những người ban đầu không muốn bỏ phiếu vào danh sách những người sẽ bỏ phiếu ở nhà, với số lượng cử tri như vậy là 5% trong số đó. người đã bình chọn, và thêm vào điều này đã gây ra câu hỏi liệu Sobyanin sẽ đạt 50% nếu điều này không diễn ra. Dmitry Oreshkin, lãnh đạo của dự án "Ủy ban bầu cử nhân dân" (người đã thực hiện một cuộc kiểm phiếu riêng biệt dựa trên dữ liệu từ các quan sát viên bầu cử; kết quả của họ cho Sobyanin là 50%), cho biết bây giờ cuộc bầu cử bỏ phiếu chỉ còn 2%, mọi chi tiết sẽ được xem xét rất kỹ, và thêm rằng không thể chứng minh "bất cứ điều gì" về mặt pháp lý.

Phần trăm người Moskva đã bỏ phiếu cho Navalny trong cuộc bầu cử

Vào ngày 9 tháng 9, một ngày sau cuộc bầu cử, Navalny công khai từ chối cuộc kiểm phiếu, nói rằng, "Chúng tôi không công nhận kết quả. Chúng là giả". Văn phòng của Sobyanin đã từ chối lời đề nghị kiểm phiếu lại. Vào ngày 12 tháng 9, Navalny đã phát biểu trước Tòa án thành phố Moscow để lật lại kết quả cuộc thăm dò; tòa bác bỏ khẳng định. Navalny sau đó đã phản đối quyết định tại Tòa án Tối cao Nga, nhưng tòa án đã phán quyết rằng kết quả bầu cử là hợp pháp.

### RPR-PARNAS và liên minh dân chủ
Sau cuộc bầu cử thị trưởng, Navalny đã được đề nghị làm đồng chủ tịch thứ tư của RPR-PARNAS. Tuy nhiên, Navalny không đưa ra phản ứng nào.
Vào đầu năm 2014, cục diện chính trị của Nga đã thay đổi đáng kể: Sau các cuộc biểu tình của người Euromaidan và tình trạng bất ổn dân sự ở Kiev, dẫn đến việc thành lập một chủ tịch và chính phủ thân EU mới, một làn sóng phản đối các cuộc biểu tình và bất ổn dân sự bắt đầu ở miền Nam và miền Đông Ukraine, và ở Crimea, một "lực lượng tình nguyện tự vệ của Crimea" đã công bố một cuộc trưng cầu dân ý, câu hỏi đặt ra cuối cùng là, liệu Crimea có nên gia nhập Liên bang Nga hay không. (Sau đó, Putin công khai tuyên bố lực lượng tự vệ bao gồm quân đội Nga.) Sau cuộc trưng cầu dân ý, Crimea trên thực tế đã trở thành một phần của Nga. Trung tâm xã hội học đã đánh dấu thực tế là đánh giá của Putin đã tăng vọt: nó chỉ là 29% (trong số tất cả những người được hỏi, bao gồm cả những người không chắc chắn hoặc sẽ không bỏ phiếu) vào tháng 1 năm 2014, nhưng đã tăng lên 49% vào tháng 4 năm 2014, một con số sẽ chuyển thành 81% nếu những người không chắc chắn hoặc không sẵn sàng bỏ phiếu bị loại.
Vào ngày 14 tháng 11 năm 2014, hai đồng chủ tịch còn lại của RPR-PARNAS, Boris Nemtsov và cựu Thủ tướng Nga Mikhail Kasyanov, tuyên bố đây là thời điểm thích hợp để thành lập một liên minh rộng rãi các lực lượng chính trị, những người ủng hộ "sự lựa chọn của châu Âu"; Đảng Tiến bộ của Navalny được coi là một trong những thành viên tiềm năng. Tuy nhiên, vào ngày 27 tháng 2 năm 2015, Nemtsov bị bắn chết. Trước khi bị ám sát, Nemtsov đã làm việc trong một dự án của một liên minh (trong đó Navalny và Khodorkovsky sẽ trở thành đồng chủ tịch của RPR-PARNAS; Navalny tuyên bố các đảng hợp nhất sẽ gây ra những khó khăn quan liêu và đặt câu hỏi về tính hợp pháp của quyền tham gia bầu cử liên bang của đảng mà không có thu thập chữ ký ); vụ giết người đã đẩy nhanh tiến độ công việc và vào ngày 17 tháng 4, Navalny tuyên bố một cuộc thảo luận rộng rãi đã diễn ra giữa Đảng Tiến bộ, RPR-PARNAS và các đảng liên kết chặt chẽ khác, dẫn đến một thỏa thuận thành lập một khối bầu cử mới giữa hai nhà lãnh đạo. Ngay sau đó, nó đã được ký kết bởi bốn bên khác và được hỗ trợ bởi tổ chức Open Russia của Khodorkovsky. Các khối bầu cử không có trong hệ thống luật hiện hành của Nga, vì vậy nó sẽ được thực hiện thông qua một bên duy nhất, RPR-PARNAS, không chỉ đủ điều kiện để tham gia vào các cuộc bầu cử toàn tiểu bang mà còn không bắt buộc phải thu thập công dân ' chữ ký cho quyền tham gia cuộc bầu cử Đuma Quốc gia dự kiến vào tháng 9 năm 2016 nhờ vào ủy nhiệm của nghị viện khu vực do Nemtsov đảm nhận trước đó. Các ứng cử viên mà RPR-PARNAS chỉ định sẽ được chọn thông qua bầu cử sơ bộ.

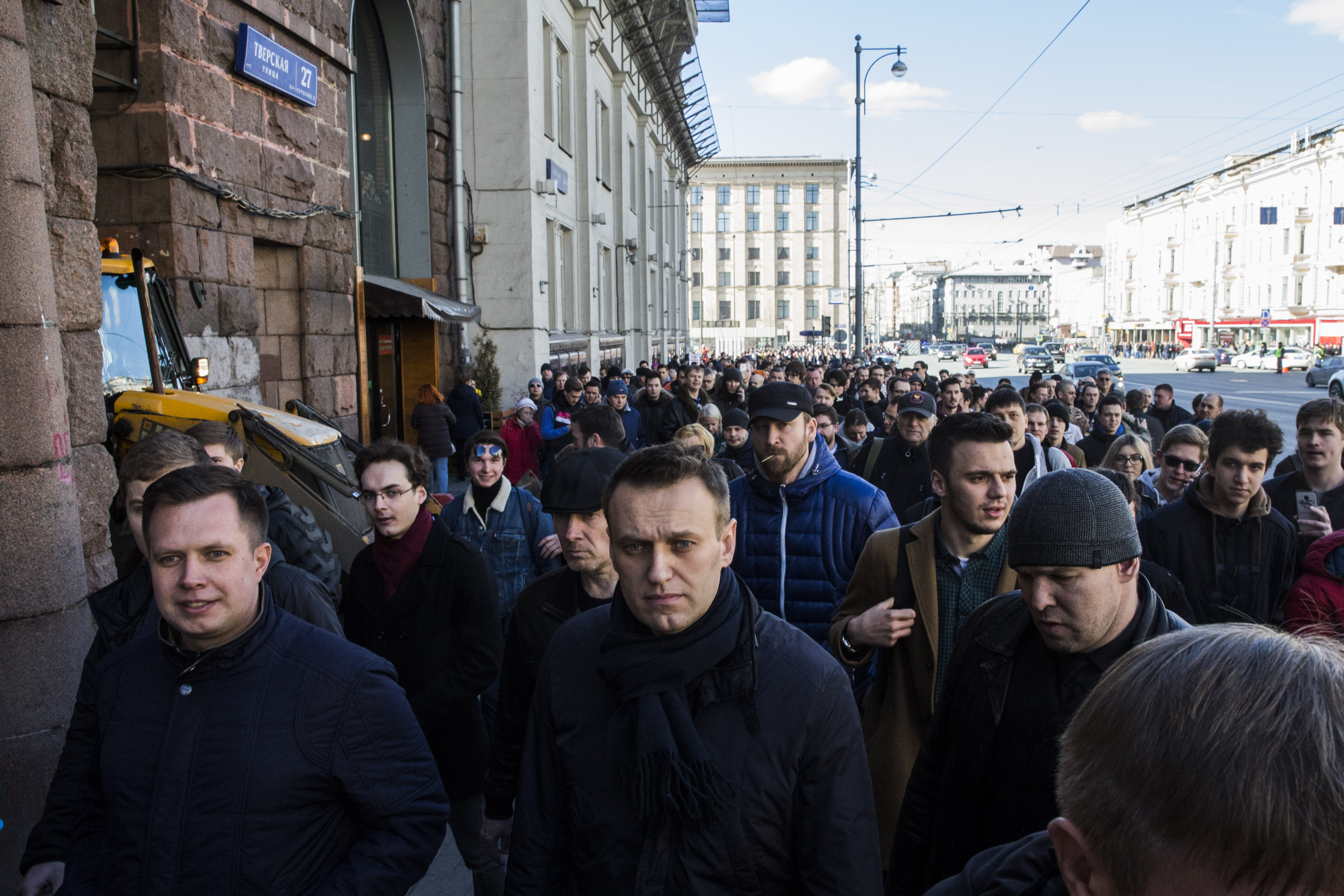
Người biểu tình tuần hành dọc theo Phố Tverskaya của Moscow, ngày 26 tháng 3 năm 2017

Liên minh tuyên bố đã thu thập đủ chữ ký của công dân để đăng ký tại 4 khu vực mà họ nhắm tới ban đầu. Tuy nhiên, tại một khu vực, liên minh tuyên bố một số chữ ký và dữ liệu cá nhân đã bị thay đổi bởi những kẻ thu thập ác ý; chữ ký ở các khu vực khác đã bị ủy ban bầu cử khu vực từ chối. Khiếu nại đã được gửi tới Ủy ban Bầu cử Trung ương Nga, sau đó liên minh đã được đăng ký với tư cách là thành viên tham gia một cuộc bầu cử khu vực tại một trong ba khu vực tranh chấp, Kostroma Oblast. Theo một nguồn tin của Gazeta.ru "thân cận với Điện Kremlin", chính quyền tổng thống nhận thấy cơ hội của liên minh là rất thấp nên đã cảnh giác, nhưng sự phục hồi ở một khu vực đã xảy ra để PARNAS có thể "ghi một bàn thắng an ủi". Theo kết quả bầu cử chính thức, liên minh đạt 2% phiếu bầu, không đủ để vượt qua ngưỡng 5%; đảng thừa nhận cuộc bầu cử đã bị thua.

### Bầu cử tổng thống 2018
Vào ngày 13 tháng 12 năm 2016, Navalny tuyên bố tham gia cuộc đua tổng thống.
Vào ngày 8 tháng 2 năm 2017, tòa án quận Leninsky của Kirov đã lặp lại bản án năm 2013 (trước đó đã bị hủy bỏ sau quyết định của ECHR, phán quyết rằng Nga đã vi phạm quyền được xét xử công bằng của Navalny, xem trường hợp Kirovles) và buộc tội anh ta năm năm tù treo. Câu này, nếu nó có hiệu lực và vẫn còn hiệu lực, có thể cấm đăng ký chính thức trong tương lai của Navalny với tư cách là một ứng cử viên. Navalny tuyên bố sẽ theo đuổi việc hủy bỏ bản án rõ ràng mâu thuẫn với quyết định của ECHR. Hơn nữa, Navalny tuyên bố rằng chiến dịch tranh cử tổng thống của ông sẽ tiến hành độc lập với các quyết định của tòa án. Ông đề cập đến Hiến pháp Nga (Điều 32), chỉ tước quyền bầu cử của hai nhóm công dân: những người được tòa án công nhận là không phù hợp về mặt pháp lý và những người bị giam giữ ở những nơi bị giam giữ bởi bản án của tòa án. Theo Freedom House và The Economist, Navalny là ứng cử viên khả thi nhất cho Vladimir Putin trong cuộc bầu cử năm 2018.
Vào ngày 26 tháng 3 năm 2017, Navalny đã tổ chức một loạt các cuộc mít tinh chống tham nhũng ở các thành phố khác nhau trên khắp nước Nga. Lời kêu gọi này đã được đại diện của 95 thành phố của Nga và 4 thành phố ở nước ngoài: London, Prague, Basel và Bonn hưởng ứng.
Vào ngày 27 tháng 4 năm 2017, Navalny đã bị tấn công bởi những kẻ tấn công không rõ danh tính bên ngoài văn phòng của ông trong Tổ chức Chống Tham nhũng. Họ phun hỗn hợp màu xanh lá cây rực rỡ, có thể với các thành phần khác vào mặt anh ta (xem cuộc tấn công của Zelyonka). Theo báo cáo, anh ấy đã mất 80% thị lực ở mắt phải. Navalny cáo buộc Điện Kremlin dàn dựng vụ tấn công.

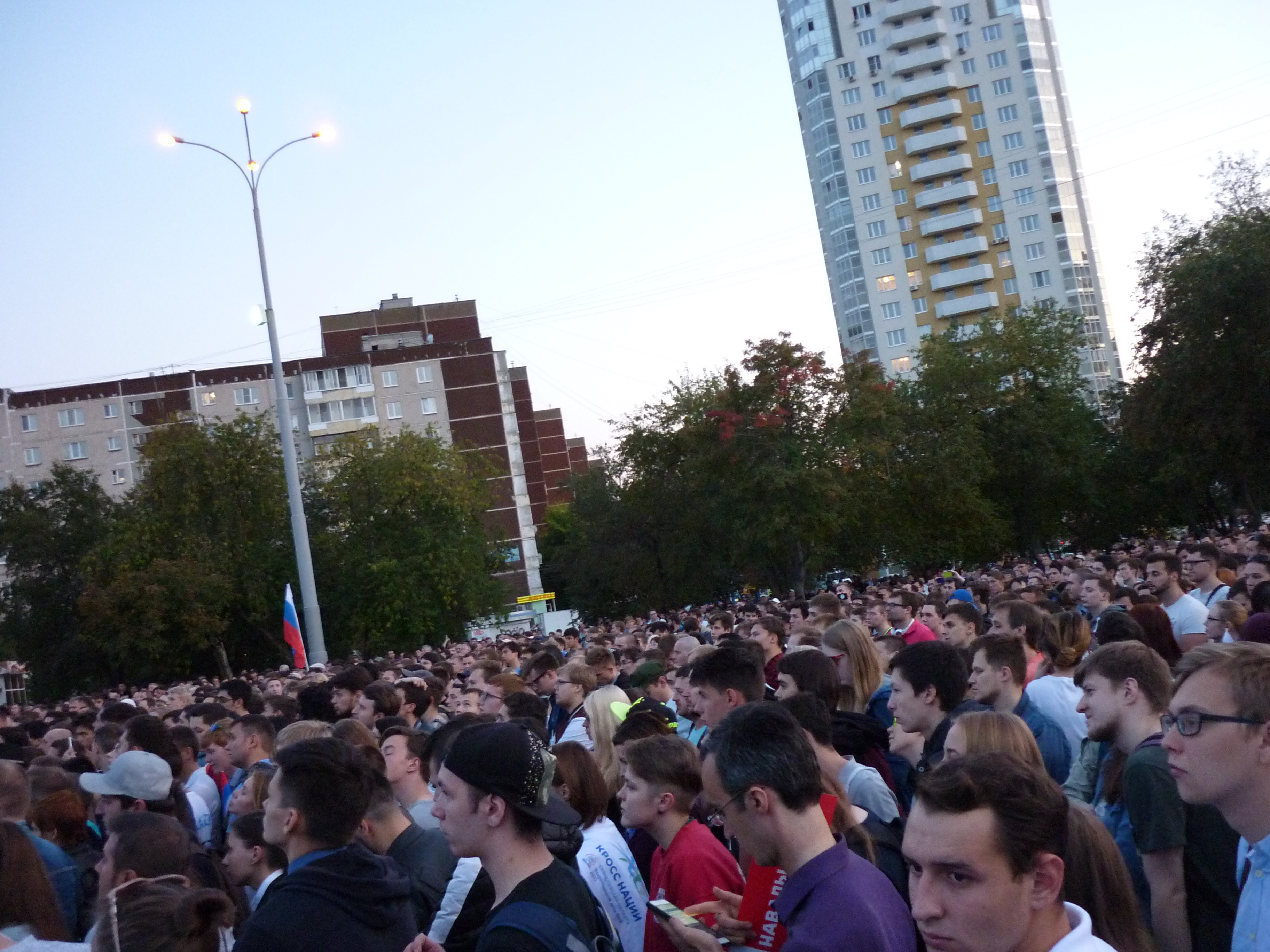
Cuộc tụ tập trong chiến dịch Navalny ở Yekaterinburg, ngày 16 tháng 9 năm 2017

Vào ngày 7 tháng 7 năm 2017, ông được ra tù sau 25 ngày bị giam cầm. Trước đó, Navalny bị bắt tại Moscow vì tham gia biểu tình và bị kết án 30 ngày tù vì tội tổ chức biểu tình trái phép.
Vào ngày 6 tháng 9 năm 2017, Tổ chức Theo dõi Nhân quyền đã cáo buộc cảnh sát Nga can thiệp có hệ thống vào chiến dịch tranh cử tổng thống của Navalny. Hugh Williamson, Giám đốc khu vực Châu Âu và Trung Á tại Tổ chức Theo dõi Nhân quyền cho biết: "Hình thức quấy rối và đe dọa chống lại chiến dịch của Navalny là không thể phủ nhận. "Các nhà chức trách Nga nên để các nhà vận động của Navalny hoạt động mà không bị can thiệp quá mức và điều tra thích đáng các cuộc tấn công chống lại họ của những người theo chủ nghĩa dân tộc cực đoan và các nhóm thân chính phủ." 
Vào ngày 21 tháng 9 năm 2017, Ủy ban Bộ trưởng của Hội đồng Châu Âu đã mời các nhà chức trách Nga, liên quan đến vụ Kirovles, "khẩn cấp sử dụng các con đường tiếp theo để xóa bỏ lệnh cấm ông Navalny ứng cử".
Vào ngày 2 tháng 10 năm 2017, Navalny bị kết án 20 ngày tù vì kêu gọi tham gia biểu tình mà không được chính quyền nhà nước chấp thuận.
Vào tháng 12 năm 2017, Ủy ban bầu cử trung ương của Nga đã cấm Navalny tranh cử tổng thống vào năm 2018, với lý do Navalny bị kết tội tham nhũng. Liên minh châu Âu cho biết việc loại bỏ Navalny gây ra "nghi ngờ nghiêm trọng" về cuộc bầu cử. Navalny kêu gọi tẩy chay cuộc bầu cử tổng thống năm 2018, nói rằng việc loại bỏ ông có nghĩa là hàng triệu người Nga đang bị từ chối quyền bỏ phiếu của họ.
Navalny đã đệ đơn kháng cáo phán quyết của Tòa án Tối cao Nga vào ngày 3 tháng 1 năm 2018. Vào ngày 6 tháng 1, Tòa án tối cao của Nga đã bác đơn kháng cáo của ông.
Navalny đã lãnh đạo các cuộc biểu tình vào ngày 28 tháng 1 năm 2018 để kêu gọi tẩy chay cuộc bầu cử tổng thống năm 2018 của Nga. Navalny bị bắt vào ngày biểu tình và sau đó được thả cùng ngày, chờ xét xử. OVD-Info báo cáo rằng 257 người đã bị bắt trong cả nước. Theo các bản tin của Nga, cảnh sát cho biết Navalny có khả năng bị buộc tội tổ chức biểu tình trái phép. Hai cộng sự của Navalny đã bị phạt tù ngắn hạn vì kêu gọi mọi người tham gia các cuộc biểu tình chống đối không có chủ đề. Navalny tuyên bố vào ngày 5 tháng 2 năm 2018, chính phủ cáo buộc Navalny hành hung một sĩ quan trong các cuộc biểu tình. Navalny nằm trong số 1600 người bị giam giữ trong các cuộc biểu tình ngày 5 tháng 5 trước lễ nhậm chức của Putin; Navalny bị buộc tội không tuân theo cảnh sát. Vào ngày 15 tháng 5, anh ta bị kết án 30 ngày tù. Ngay sau khi được thả vào ngày 25 tháng 9 năm 2018, anh đã bị bắt và bị kết án vì tội tổ chức biểu tình bất hợp pháp và bị kết án thêm 20 ngày tù.

### Cuộc bầu cử Duma thành phố Moscow năm 2019
Trong cuộc bầu cử Duma thành phố Moscow năm 2019, Navalny đã ủng hộ các ứng cử viên độc lập, hầu hết trong số họ không được phép tham gia bầu cử, dẫn đến các cuộc biểu tình đường phố hàng loạt. Vào tháng 7 năm 2019, Navalny bị bắt, đầu tiên trong mười ngày, và sau đó, gần như ngay lập tức, trong 30 ngày. Tối 28/7, anh nhập viện trong tình trạng mắt và da bị tổn thương nặng. Tại bệnh viện, anh được chẩn đoán mắc chứng "dị ứng", mặc dù chẩn đoán này bị bác sĩ Anastasia Vasilieva, bác sĩ nhãn khoa, người trước đây điều trị cho Navalny, phản đối sau một vụ tấn công hóa học bởi một người biểu tình vào năm 2017. Vasilieva đặt câu hỏi về kết quả chẩn đoán và cho rằng khả năng tình trạng của Navalny là kết quả của "tác hại của các chất hóa học chưa được xác định". Vào ngày 29 tháng 7 năm 2019, Navalny được xuất viện và trở lại nhà tù, bất chấp sự phản đối của bác sĩ cá nhân của anh, người đã đặt câu hỏi về động cơ của bệnh viện. Những người ủng hộ Navalny và các nhà báo gần bệnh viện đã bị cảnh sát tấn công và nhiều người đã bị giam giữ.

### Bỏ phiếu về sửa đổi hiến pháp 2020
Navalny đã vận động chống lại cuộc bỏ phiếu về sửa đổi hiến pháp diễn ra vào ngày 1 tháng 7, gọi đây là một "cuộc đảo chính" và "vi phạm hiến pháp". Ông cũng nói rằng những thay đổi sẽ cho phép Tổng thống Putin trở thành " tổng thống trọn đời ". Sau khi kết quả được công bố, ông gọi chúng là một "lời nói dối lớn" mà không phản ánh được dư luận. Các cải cách bao gồm một sửa đổi cho phép Putin phục vụ thêm hai nhiệm kỳ nữa (đến năm 2036), sau khi nhiệm kỳ hiện tại của ông kết thúc.

### Nghi ngờ ngộ độc
Vào ngày 20 tháng 8 năm 2020, Navalny bị ốm trong chuyến bay từ Tomsk đến Moscow và phải nhập viện cấp cứu tại Bệnh viện Cấp cứu Thành phố Lâm sàng số 1 ở Omsk (tiếng Nga: Городская клиническая больница скорой медицинской помощи №1), nơi máy bay đã hạ cánh khẩn cấp. Sự thay đổi tình trạng của anh ta trên máy bay là đột ngột và bạo lực, và đoạn video cho thấy các thành viên phi hành đoàn trên chuyến bay đang chạy về phía ông và Navalny kêu lớn trong đau đớn.
Sau đó, người phát ngôn của ông nói rằng Navalny đang hôn mê và đang thở máy trong bệnh viện. Cô ấy cũng nói rằng Navalny chỉ uống trà từ sáng và người ta nghi ngờ rằng có thứ gì đó đã được pha vào đồ uống của ông. Bệnh viện cho biết anh ta đang trong tình trạng ổn định nhưng nghiêm trọng, và sau khi thừa nhận ban đầu rằng Navalny có thể đã bị đầu độc, phó bác sĩ của bệnh viện nói với các phóng viên rằng ngộ độc là "một kịch bản trong số nhiều" đang được xem xét. Mặc dù ban đầu các bác sĩ cho rằng Navalny bị rối loạn chuyển hóa do lượng đường trong máu thấp, nhưng sau đó họ nói rằng Navalny rất có thể đã bị ngộ độc bởi thuốc chống loạn thần hoặc thuốc an thần kinh và các hóa chất công nghiệp như 2-ethylhexyl diphenyl phosphate đã được tìm thấy. Một bức ảnh trên mạng xã hội do một người hâm mộ chụp được cho thấy Navalny đang uống trà tại một quán cà phê ở sân bay Tomsk, nơi hãng thông tấn Interfax đưa tin rằng chủ quán cà phê đang kiểm tra đoạn phim CCTV để xem có bằng chứng nào không.
Đến chiều, vợ của Navalny, Yulia, đã đến bệnh viện từ Moscow. Cô mang theo bác sĩ riêng của Navalny, Anastasia Vasilyeva. Tuy nhiên, các nhà chức trách ban đầu từ chối cho phép họ vào phòng. Họ yêu cầu bằng chứng dưới hình thức một tờ giấy đăng ký kết hôn rằng Yulia thực sự là vợ của ông.
Một chiếc máy bay thuê do Tổ chức Điện ảnh vì Hòa bình chi trả đã được gửi từ Đức để sơ tán Navalny khỏi Omsk, Nga để điều trị tại Charité ở Berlin. Các bác sĩ điều trị cho anh ta ở Omsk ban đầu tuyên bố rằng ông quá ốm để được vận chuyển  nhưng sau đó đã cho phép máy bay chở ông đi.

#### Bối cảnh
Trong những ngày dẫn đến vụ đầu độc bị nghi ngờ, Navalny đã đăng video trên kênh YouTube của mình, trong đó anh bày tỏ sự ủng hộ đối với các cuộc biểu tình ở Belarus năm 2020, được kích hoạt bởi cuộc bầu cử tổng thống Belarus năm 2020 đầy tranh cãi. Navalny cũng đã viết rằng kiểu 'cách mạng' đang diễn ra ở nước láng giềng Belarus sẽ sớm xảy ra ở Nga. Trang tin tức địa phương Tayga. Thông tin báo cáo rằng trong chuyến đi Siberia của mình, Navalny đã thực hiện một cuộc điều tra, cũng như gặp gỡ các ứng viên và tình nguyện viên địa phương. Khi được hỏi liệu anh ấy có đang chuẩn bị một cuộc triển lãm hay không, đồng minh của Navalny, Lyubov Sobol, nói: "Tôi không thể tiết lộ tất cả các chi tiết, nhưng Navalny đang đi công tác. Anh ấy không đến đây để nghỉ mát".
Người ta cho rằng Navalny bị đầu độc trong một cuộc tấn công có động cơ chính trị là 'sự trừng phạt' cho công việc đối lập của ông ta. Những người Nga nổi bật khác bao gồm các nhà hoạt động, nhà báo và cựu điệp viên đã phải hứng chịu các vụ tấn công bằng đầu độc trong những thập kỷ gần đây như Alexander Litvinenko năm 2006 và Sergei Skripal năm 2018, cả hai đều ở Vương quốc Anh. Trong trường hợp trước đây, chất độc được sử dụng bằng cách cho vào trà của Litvinenko. Các nhà chức trách Anh đổ lỗi cho cả hai cuộc tấn công nhằm vào các cơ quan tình báo Nga và một cuộc điều tra kết luận rằng Tổng thống Nga Vladimir Putin "có lẽ" đã chấp thuận việc giết Litvinenko. Nhà báo và nhà vận động nhân quyền Anna Politkovskaya, nổi tiếng với những lời chỉ trích về Putin và Chiến tranh Chechnya lần thứ hai, đã ngã bệnh trong một chuyến bay tới bao vây trường học Beslan vào năm 2004 sau khi uống trà trong một vụ đầu độc rõ ràng. Sau đó cô bị ám sát vào năm 2006. Điện Kremlin phủ nhận liên quan đến các cuộc tấn công như vậy.
Theo nhà hoạt động Ilya Chumakov, người đã gặp Navalny cùng với những người ủng hộ khác một ngày trước chuyến bay của anh ta, khi Navalny được hỏi tại sao anh ta không chết, anh ta nói rằng cái chết của anh ta sẽ không có lợi cho Putin và nó sẽ biến anh ta thành một anh hùng.

#### Phản ứng
Người phát ngôn Điện Kremlin Dmitry Peskov cho biết Điện Kremlin mong Navalny hồi phục nhanh chóng và cơ quan thực thi pháp luật sẽ mở cuộc điều tra nếu có xác nhận về vụ đầu độc. Tổng thống Pháp Emmanuel Macron tuyên bố rằng Pháp sẵn sàng cung cấp "mọi hỗ trợ cần thiết... về chăm sóc sức khỏe, tị nạn, bảo vệ" cho Navalny và gia đình anh ta và yêu cầu làm rõ tình hình xung quanh vụ việc. Thủ tướng Đức Angela Merkel cũng đề nghị hỗ trợ y tế cần thiết tại các bệnh viện Đức. Tổ chức Ân xá Quốc tế kêu gọi một cuộc điều tra về cáo buộc đầu độc.

## Qua đời
Vào ngày 16 tháng 2 năm 2024, cơ quan quản lý nhà tù Nga thông báo rằng Navalny đã chết trong tù ở Yamalo-Nenets, sau khi đi dạo và cảm thấy không khỏe vào sáng hôm đó, nhà tù đã đưa ra tuyên bố rằng "Mọi biện pháp hồi sức cần thiết đã được thực hiện nhưng không mang lại kết quả tích cực", tuyên bố cũng viết. "Các nhân viên y tế đã xác nhận cái chết của kẻ bị kết án." Người phát ngôn của Navalny cho biết trên mạng xã hội rằng nhóm của ông không thể xác nhận ngay cái chết của ông.